# Ligne de Dieppe à Fécamp
La ligne de Dieppe à Fécamp est une ancienne ligne de chemin de fer qui reliait Dieppe à Fécamp en longeant la côte normande.

## Histoire
La ligne est concédée à titre éventuel, dans le cadre d'un itinéraire de Dieppe au Havre, par l'État à la Compagnie des chemins de fer de l'Ouest par une convention signée entre le ministre des Travaux publics et la compagnie le 17 juillet 1883. Cette convention est approuvée par une loi le 20 novembre suivant. La ligne est déclarée d'utilité publique et concédée à titre définitif à la compagnie par une loi le 17 août 1885.

## Ambulant postal

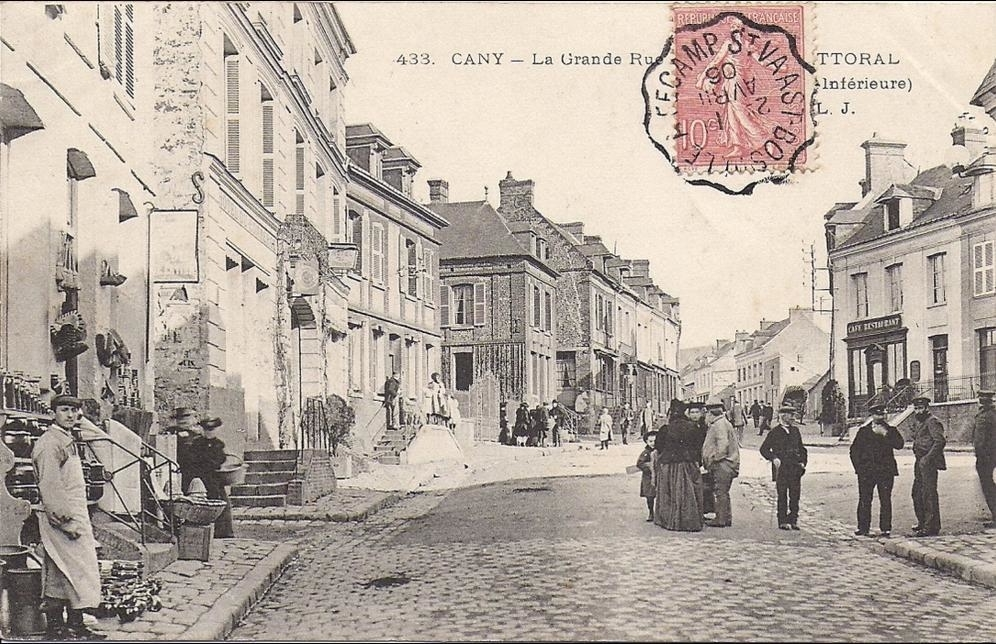
Timbre d'ambulant postal daté de Fécamp en avril 1905.

Un service d'ambulant postal a fonctionné sur cette ligne. Les lettres étaient déposées dans les gares et, dans le train, un employé oblitérait la lettre avec un timbre à date rond à créneaux, typique des cachets d'ambulants postaux français du début du XXème siècle.

## État actuel
La véloroute du lin, voie verte de 75 km reliant Pourville-sur-Mer (près de Dieppe) à Fécamp, utilise deux tronçons de cette ancienne voie ferrée : de Petit-Appeville à Saint-Pierre-le-Viger (23 km), puis de Saint-Vaast-Dieppedalle à Fécamp (29 km).